# トマス・スキャンロン
トマス・マイケル・"ティム"・スキャンロン（Thomas Michael "Tim" Scanlon、1940年6月28日 - ）は、アメリカの哲学者、倫理学者である。契約主義の主張で知られる。通常、T. M. スキャンロンと表記される。2016年に退任するまで、ハーバード大学哲学科のアルフォード講座教授（自然宗教、道徳哲学、市民政治学）を1984年から務めていた。2018年にはアメリカ哲学協会の会員に選出された。また、哲学者でアフリカ系アメリカ人研究学者であるトミー・シェルビーの義父である。

## 生涯
1940年6月28日にインディアナ州インディアナポリスで生まれた。1962年にプリンストン大学で学士号を取得し、1968年にはハーバード大学でバートン・ドレーベンの指導のもとで哲学の博士号を取得した。その後、フルブライト奨学金を得て1年間オックスフォード大学で学んだ後、プリンストン大学に戻り、1966年から1984年まで教鞭をとった。1993年にはマッカーサー・フェローに選出された。
ハーバード大学哲学科において、正義論、平等、現代倫理理論に関する講義を担当。著書『私たちがお互いに負うもの（What We Owe to Each Other）』は1998年にハーバード大学出版局から刊行され、政治理論に関する論文集『寛容の困難（The Difficulty of Tolerance）』は2003年にケンブリッジ大学出版局から出版された。

## 思想
博士論文および最初の論文のいくつかは数理論理学に関するものであり、特に証明論を主要な関心分野としていた。しかし、その後は倫理学と政治哲学に転じ、ジョン・ロールズ、イマヌエル・カント、ジャン＝ジャック・ルソーの思想を受け継いだ契約主義の一形態を発展させた。さらに、言論の自由、平等、寛容、契約法の基礎、人権、福祉の概念、正義論、そして道徳理論における根本的な問題についても影響力のある著作を発表している。

### 契約主義
契約主義はスキャンロンが「私たちがお互いに負うもの」と呼ぶ道徳の中心的部分について、統一的な説明を提供しようとする構成主義的な試みである。「私たちがお互いに負うもの」という規範的領域は、理性的存在としての立場に基づいて他者に対して負う義務を包含することを意図している。道徳のより広範な概念には、友人や家族との関係における特別な義務といった特定の人に対して負う可能性のあるその他の義務や、自分自身や自然に対する行動に関する義務などが含まれる。しかし、スキャンロンは、「私たちがお互いに負うもの」、あるいは広義の「善悪の道徳」と呼べるものが、この広範な道徳の概念とは異なり、契約主義がその内容に関して統一的な説明を提供できる領域であると考えている。
この契約主義の形態は、善悪に関する判断は経験的判断とは異なり、時空的な世界の本質についての理論的主張ではなく、むしろ私たちが行うべき理由があるとされる実践的主張である。また、これらの判断は実践的主張の中でも特に重要なものであり、ある行為が悪いと判断されることは、その行為を行わない理由を提供し、それがしばしば競合する他の理由に対して決定的であると見なされる傾向にある。これに関連して、スキャンロンは、善悪の道徳に関する問題を論じる際、まず道徳的判断が理由を提供する力（理由提供力）を問うことが優先されるべきだと考えている。より正確には、道徳的判断が特別な理由提供力を持つことについて説明を行うならば、この説明が「私たちがお互いに負うもの」の内容を特徴づける基盤を大部分形成し得ると考えている。
スキャンロンは、善悪に関する判断の理由提供力を「他者と共に生きるあり方の積極的な価値」に基づけている。他者と共に生きるこのあり方は、理性的存在同士の相互承認の理想により特徴づけられており、相互承認は道徳的主体が人間の命の価値を認め、それに適切に応答することを要求する。
人間、すなわち理性的な生命をどのように価値づけるべきかについて、スキャンロンは異なる価値あるものには異なる価値づけ方が必要であると論じている。目的論的な価値観とは対照的に、何かを価値あるものと見なすことは、必ずしもそれを最大限に生み出す理由と見なすことを意味しない。この点は特に人間の命の価値を考える際に当てはまる。スキャンロンは、人間の命を価値あるものと見なす場合、それは可能な限り多くの人命を創出する理由として捉えられるものではなく、むしろ他者を尊重し、死やその他の危害から守り、さらに彼らの人生がうまくいくように望む理由として捉えられると述べている。スキャンロンにとってさらに重要なのは、理性的な生命を価値づけるとは、理性的存在が理由や判断を評価し、それに基づいて自己の人生を統御する能力を持つ点で他の価値あるものと区別される特徴を認識することである。そして、こうした独自の特徴を認識した上での適切な応答とは、理性的な存在を、それらが合理的に拒否できない原則に従って扱うことであると主張している。
この点から、スキャンロンの理性的生命の価値に関する説明は、善悪の判断に到達するために用いる推論方法の特徴づけと密接に結びついており、その推論方法は現象学的にも妥当であるように思われる。道徳的判断の理由提供力は、相互承認の理想に基づいており、他者を合理的に拒否できない原則に従って扱うことを要求している。相互承認が他者もまた適切な動機を持っていることを必要とするため、これがスキャンロンの不当性の定式化に繋がる。「ある行為が悪いのは、かつてその行為を許可する原則が存在したとして、それが他者によって合理的に拒否され得る場合、かつその他者が他の同様の動機を持つ者たちに対して合理的に拒否されない行動の一般的な規制を見出そうとする動機を持っている場合に限られる」とスキャンロンは述べている。つまり、契約主義の定式化において、ある行為を許可する原則が合理的に拒否され得ない場合、その行為は単純に正しいとされる。
道徳的原則が契約主義の定式化からどのように導かれるかについて、原則が拒否され得るかどうかを考える際には、その原則が許す特定の行動の結果だけでなく、それが受け入れられた場合の一般的な結果も考慮しなければならない。原則が誰に、どのように影響を与えるかについて確実ではないため、私たちは自分たちの経験に基づき、個人がその原則を拒否する「一般的な理由」を、彼らの一般的な状況に基づいて考慮しなければならない。ある原則が合理的に拒否され得るかどうかを判断するためには、これらの一般的な理由を公平に比較し、判断を行い、理由の重みが支持する結論を導き出さなければならない。社会の一般的な規制のための原則を誰も合理的に拒否できないように見出すという動機を考慮すると、理由の重みが特定の結論を支持する場合、その結論を拒否することは不合理であるとされる。重要なのは、原則は個人によってのみ拒否され得るということであり、個人間での理由の集計は許されないということである。したがって、ある個人の一般的な理由が他の個人の理由よりも重みを持つ場合、その個人の一般的な理由が原則を決定する上で（ほとんどの場合）決定的になる。
契約主義の定式化において考慮される一般的な理由とは、合理的に拒否可能であるかどうかに関連するものとして私たちが重要だと判断する理由のことである。これは、こうした理由が相互承認の適切な根拠となるかどうかを判断するために、私たちの判断を行使することを要求する。したがって、ある原則が人の福祉に悪影響を与えるということは、原則に対して持ち出すことのできる唯一の理由ではない。負担がどのように課せられるかといった他の考慮事項も、原則の拒否に対する合理的な根拠となり得る。
契約主義は、私たちがお互いに負うものに関する道徳の中心的部分についての説明を提供するだけであるが、スキャンロンは、この部分の道徳が道徳の広範な領域と複雑な方法で関連していると述べる。私たちがお互いに負うものに関する道徳には、これらの価値を考慮に入れない原則が合理的に拒否され得る限り、道徳の広範な領域に含まれる価値を認める圧力がある。逆に、これらの価値は、他者との関係に関わる限り、私たちがお互いに負うものの命令に適応しなければならない。

### 理由根本主義
スキャンロンは、2009年のオックスフォード大学でのジョン・ロック講義において、「理由根本主義(Reasons Fundamentalism)」と呼ばれる立場を支持した。この立場とは、「行動の理由についての還元不可能な規範的真実が存在するという命題」である。スキャンロンはこの内容をさらに精緻化し、『Being Realistic about Reasons』という著書で発表した。 

## 著作

### 単著
- Scanlon, T. M. (1998). What we owe to each other. Cambridge, Massachusetts: Belknap Press of Harvard University Press. ISBN 9780674950894
- Scanlon, T. M. (2003). The difficulty of tolerance: essays in political philosophy. Cambridge New York: Cambridge University Press. ISBN 9780511615153
- Scanlon, T. M. (2008). Moral dimensions: permissibility, meaning, blame. Cambridge, Massachusetts: Belknap Press of Harvard University Press. ISBN 9780674043145
- Scanlon, T. M. (2014). Being realistic about reasons. Oxford: Oxford University Press. ISBN 9780199678488
- Scanlon, T. M. (2018). Why does inequality matter?. Oxford: Oxford University Press. ISBN 9780198812692

### 章
- Scanlon, T. M. (1977), “Due process”, in Pennock, J. Roland; Chapman, John W., Due process, Nomos Series no. 18, New York: New York University Press, pp. 93–125, ISBN 9780814765692. Preview.
- Scanlon, Thomas M. (1977), “Liberty, contract, and contribution”, in Dworkin, Gerald; Bermant, Gordon; Brown, Peter G., Markets and morals, Washington New York: Hemisphere Pub. Corp. Distributed solely by Halsted Press, pp. 43–67, ISBN 9780470991695.
- Scanlon, Thomas M. (1979), “Human rights as a neutral concern”, in Brown, Peter; McLean, Douglas, Human rights and U.S. foreign policy: principles and applications, Lexington, Massachusetts: Lexington Books, pp. 83–92, ISBN 9780669028072.
- Scanlon, Thomas M. (1981), “Ethics and the control of research”, in Gaylin, Willard; Macklin, Ruth; Powledge, Tabitha M., Violence and the politics of research, New York: Plenum Press, pp. 225–256, ISBN 9780306407895.
- Scanlon, T. M. (1982), “Contractualism and utilitarianism”, in Sen, Amartya; Williams, Bernard, Utilitarianism and beyond, Cambridge: Cambridge University Press, pp. 103–128, ISBN 9780511611964.
- Scanlon, T. M. (1988), “The significance of choice”, in Sen, Amartya; McMurrin, Sterling M., The Tanner lectures on human values VIII, Salt Lake City: University of Utah Press, pp. 149–216, ISBN 9780874803020. Pdf.
- Scanlon, T. M. (1991), “The moral basis of interpersonal comparisons”, in Elster, Jon; Roemer, John E., Interpersonal comparisons of well-being, Cambridge England New York: Cambridge University Press, pp. 17–44, ISBN 9780521457224.
- Scanlon, T. M. (1997). The diversity of objections to inequality. The Lindley Lecture, 1996. Lawrence, Kansas: Dept. of Philosophy, University of Kansas Pdf.

Reprinted as: Scanlon, T. M. (2000), “The diversity of objections to inequality”, in Clayton, Matthew; Williams, Andrew, The ideal of equality, Houndmills, Basingstoke, Hampshire New York: Macmillan Press St. Martin's Press, pp. 41–59, ISBN 9780333686980.
Also available as: Scanlon, T. M. (1996). “La varietà delle obiezioni alla disegualianza” (イタリア語). Filosofia e Questioni Pubbliche (Philosophy and Public Issues) (Roma Luiss Management) 2 (2):  3–19.
- Scanlon, T. M. (1999), “Punishment and the rule of law”, in Koh, Harold Hongju; Slye, Ronald, Deliberative democracy and human rights, New Haven, Connecticut: Yale University Press, pp. 257–271, ISBN 9780300081671.
- Scanlon, T. M. (2001), “Promises and contracts”, in Benson, Peter, The theory of contract law: new essays, Cambridge Studies in Philosophy and Law Series, Cambridge England New York: Cambridge University Press, pp. 86–117, ISBN 9780521041324.
- Scanlon, T. M. (2002), “Reasons and passions”, in Buss, Sarah; Overton, Lee, Contours of agency: essays on themes from Harry Frankfurt, Cambridge, Massachusetts: MIT Press, pp. 165–188, ISBN 9780262025133.
- Scanlon, T. M. (2004), “Reasons: a puzzling duality?”, in Wallace, R. Jay; Pettit, Philip; Scheffler, Samuel et al., Reason and value: themes from the moral philosophy of Joseph Raz, New York: Oxford University Press, pp. 231–246, OCLC 648260069.
- Scanlon, T. M. (2006), “Justice, responsibility, and the demands of equality”, in Sypnowich, Christine, The egalitarian conscience: essays in honour of G.A. Cohen, New York: Oxford University Press, pp. 70–87, ISBN 9780199281688.
- Scanlon, T. M. (2009), “Rights and interests”, in Kanbur, Ravi; Basu, Kaushik, Arguments for a better world: essays in honor of Amartya Sen | Volume I: Ethics, welfare, and measurement, Oxford New York: Oxford University Press, pp. 68–79, ISBN 9780199239115.
- Scanlon, T. M. (2011), “How I am not a Kantian”, in Parfit, Derek; Scheffler, Samuel, On what matters (volume 2), Oxford: Oxford University Press, pp. 116–139, ISBN 9781283160179.
- Scanlon, T. M. (2012), “The appeal and limits of constructivism”, in Lenman, James; Shemmer, Yonatan, Constructivism in practical philosophy, Oxford: Oxford University Press, pp. 226–242, ISBN 9780191631191.
- Scanlon, T. M. (2013), “Interpreting blame”, in Coates, D. Justin; Tognazzini, Neal A., Blame: its nature and norms, Oxford New York: Oxford University Press, pp. 84–100, ISBN 9780199860821.

### 論文
- Scanlon, Thomas (Winter 1972). “A theory of freedom of expression”. Philosophy & Public Affairs (Wiley) 1 (2):  204–226. JSTOR 2264971.
- Scanlon, Thomas (Summer 1975). “Thomson on privacy”. Philosophy & Public Affairs (Wiley) 4 (4):  315–322. JSTOR 2265076.
- Scanlon, T. M. (November 1975). “Preference and urgency”. The Journal of Philosophy 72 (19):  655–669. doi:10.2307/2024630. JSTOR 2024630.
- Scanlon, Thomas (Autumn 1976). “Nozick on rights, liberty, and property”. Philosophy & Public Affairs (Wiley) 6 (2):  3–25. JSTOR 2265059.
- Scanlon, T. M. (1977). “Due process”. Nomos 18:  93–125. JSTOR 24219202.
- Scanlon, T. M. (May 1977). “Rights, goals, and fairness”. Erkenntnis 11 (1):  81–95. doi:10.1007/BF00169845. JSTOR 20010534.
- Scanlon, T. M. (October 1986). “Equality of resources and equality of welfare: a forced marriage?”. Ethics 97 (1):  111–118. doi:10.1086/292820. JSTOR 2381409. Pdf.
- Scanlon, Thomas (Summer 1990). “Promises and practices”. Philosophy & Public Affairs (Wiley) 19 (3):  199–226. JSTOR 2265394.
- Scanlon, T. M. (Spring 1992). “The aims and authority of moral theory”. Oxford Journal of Legal Studies 12 (1):  1–23. doi:10.1093/ojls/12.1.1. JSTOR 764567.
- Scanlon, T. M. (June 1995). “Moral theory: understanding and disagreement: Reviewed work: The Viability of Moral Theory by Allan Gibbard, Alasdair MacIntyre”. Philosophy and Phenomenological Research 55 (2):  343–356. doi:10.2307/2108551. JSTOR 2108551.
- Scanlon, Thomas (Spring 1997). “The status of well-being”. Michigan Quarterly Review (University of Michigan) XXXVI (2):  290–310. hdl:2027/spo.act2080.0036.210. See also Tanner lecture pdf.
- Scanlon, T. M. (July 2000). “Intention and permissibility: T. M. Scanlon”. Aristotelian Society, Supplementary Volume 74 (1):  301–317. doi:10.1111/1467-8349.00073. Pdf.

See also: Dancy, Jonathan (July 2000). “Intention and permissibility: Jonathan Dancy”. Aristotelian Society, Supplementary Volume 74 (1):  319–338. doi:10.1111/1467-8349.00074.
- Scanlon, T. M. (2003). “Individualism, equality, and rights”. University of Miami Law Review (University of Miami School of Law) 58 (1):  359–368. Pdf.
- Scanlon, T. M. (January 2003). “Reply to Gauthier and Gibbard: Précis of What We Owe to Each Other”. Philosophy and Phenomenological Research 66 (1):  176–189. doi:10.1111/j.1933-1592.2003.tb00249.x. JSTOR 20140523.

See also: Gauthier, David (January 2003). “Are we moral debtors?: Reviewed work: What We Owe to Each Other by T. M. Scanlon”. Philosophy and Phenomenological Research 66 (1):  162–168. doi:10.1111/j.1933-1592.2003.tb00250.x. JSTOR 20140521.
See also: Gibbard, Allan (January 2003). “Reasons to reject allowing: Reviewed work: What We Owe to Each Other by T. M. Scanlon”. Philosophy and Phenomenological Research 66 (1):  169–175. doi:10.1111/j.1933-1592.2003.tb00251.x. hdl:2027.42/73518. JSTOR 20140522.
- Scanlon, T. M. (November 2003). “Metaphysics and morals”. Proceedings and Addresses of the American Philosophical Association 77 (2):  7–22. doi:10.2307/3219738. JSTOR 3219738.
- Scanlon, T. M. (December 2003). “Replies”. Ratio 16 (4):  424–439. doi:10.1046/j.1467-9329.2003.00231.x.

See also: O'Neill, Onora (December 2003). “Constructivism vs. contractualism”. Ratio 16 (4):  319–331. doi:10.1046/j.1467-9329.2003.00226.x.
See also: Wolff, Jonathan (December 2003). “Scanlon on well-being”. Ratio 16 (4):  332–345. doi:10.1046/j.1467-9329.2003.00227.x.
See also: Raz, Joseph (December 2003). “Numbers, with and without contractualism”. Ratio 16 (4):  346–367. doi:10.1046/j.1467-9329.2003.00228.x.
See also: Parfit, Derek (December 2003). “Justifiability to each person”. Ratio 16 (4):  368–390. doi:10.1046/j.1467-9329.2003.00229.x.
See also: Timmons, Mark (December 2003). “The limits of moral constructivism”. Ratio 16 (4):  391–423. doi:10.1046/j.1467-9329.2003.00230.x.
- Scanlon, T. M. (May 2011). “Why not base free speech on autonomy or democracy?”. Virginia Law Review (The Virginia Law Review Association via JSTOR) 97 (3):  541–548. JSTOR 41261520. Pdf.
- Scanlon, T. M. (October 2011). “Forum: libertarianism and liberty”. Boston Review (Boston Critic, Inc.).
- Scanlon, T. M. (June 2012). “Provocation: everyone is a philosopher!”. Harvard Law Review Forum (The Harvard Law Review Association) 125:  228–235.
- Scanlon, T. M. (Spring 2013). “Responsibility and the value of choice”. Think 12 (33):  9–16. doi:10.1017/S1477175612000280.
- Scanlon, Thomas M. (June 2013). “Giving desert its due”. Philosophical Explorations 16 (2):  101–116. doi:10.1080/13869795.2013.787437.
- Scanlon, T. M. (June 2015). “Kamm on the disvalue of death”. Journal of Medical Ethics 41 (6):  490. doi:10.1136/medethics-2014-102037. PMID 25005111.

See also: Kamm, Frances (June 2015). “Summary of Bioethical Prescriptions”. Journal of Medical Ethics 41 (6):  488–489. doi:10.1136/medethics-2014-102018. PMID 24797609.